# Coenotephria subochraria
Coenotephria subochraria là một loài bướm đêm trong họ Geometridae.